# 55399 Jasonsoderblom
55399 Jasonsoderblom este o planetă minoră (asteroid) din centura de asteroizi. A fost descoperită pe 17 septembrie 2001 la Stația Anderson Mesa de Lowell Observatory Near-Earth-Object Search. 
Obiectul prezintă o orbită caracterizată de o semiaxă mare de 2,693744367461 UAi, o excentricitate de 0,11773943157203, o înclinație de 14,136407231088 ° în raport cu ecliptica.